# 카리오 살렘
캐리오 세일럼(Kario Salem, 1955년 5월 23일 ~ )은 미국의 배우, 각본가이다.
로스앤젤레스에서 태어났다.

## 출연 작품
- 체이싱 매버릭스 (2012년)
- 스코어 (2001년)
- 랫 팩 (1998년)
- 서브젝트 솔저 (1995년)
- 야수 인간 세비지 (1995, Savage)
- 킬링 죠 (1993년)
- 1492 콜럼버스 (1992년)
- 트라이엄프 (1989년)
- The Red Spider (1988)
- 필사의 추적 (1988년)
- 인플루언스 (1986년)
- 스루 더 매직 피라미드 (1981년)

### 텔레비전
- 형사 Q (1976년)
- 매쉬 - 시리즈 (1972년)